# Dactylopusia glacialis
Dactylopusia glacialis är en kräftdjursart som beskrevs av Georg Ossian Sars 1909. Dactylopusia glacialis ingår i släktet Dactylopusia och familjen Thalestridae. Inga underarter finns listade i Catalogue of Life.